# Lindnerhof
Lindnerhof ist ein Ortsteil von Püchersreuth im Landkreis Neustadt an der Waldnaab des bayerischen Regierungsbezirks Oberpfalz.

## Geographische Lage
Die Einöde Lindnerhof liegt 2 km östlich von Püchersreuth 230 m nördlich der Straße nach Ellenbach.

## Geschichte
Lindnerhof wurde im Ortsverzeichnis Bayern von 1885 erstmals genannt.
Es gehörte zur Gemeinde Püchersreuth und hatte 4 Einwohner und ein Wohnhaus.

## Einwohnerentwicklung in Lindnerhof ab 1885
| Jahr | Einwohner | Gebäude |
| ---- | --------- | ------- |
| 1885 | 4         | 1       |
| 1900 | 8         | 1       |
| 1925 | 7         | 1       |
| 1950 | 8         | 1       |

| Jahr | Einwohner | Gebäude |
| ---- | --------- | ------- |
| 1961 | 4         | 1       |
| 1970 | 2         | k. A.   |
| 1987 | 5         | 1       |
| 2011 | 5         | k. A.   |